# Vesterfjell
Vesterfjell est une localité du comté de Troms, en Norvège.

## Géographie
Administrativement, Vesterfjell fait partie de la kommune de Tranøy.